# Auloníade

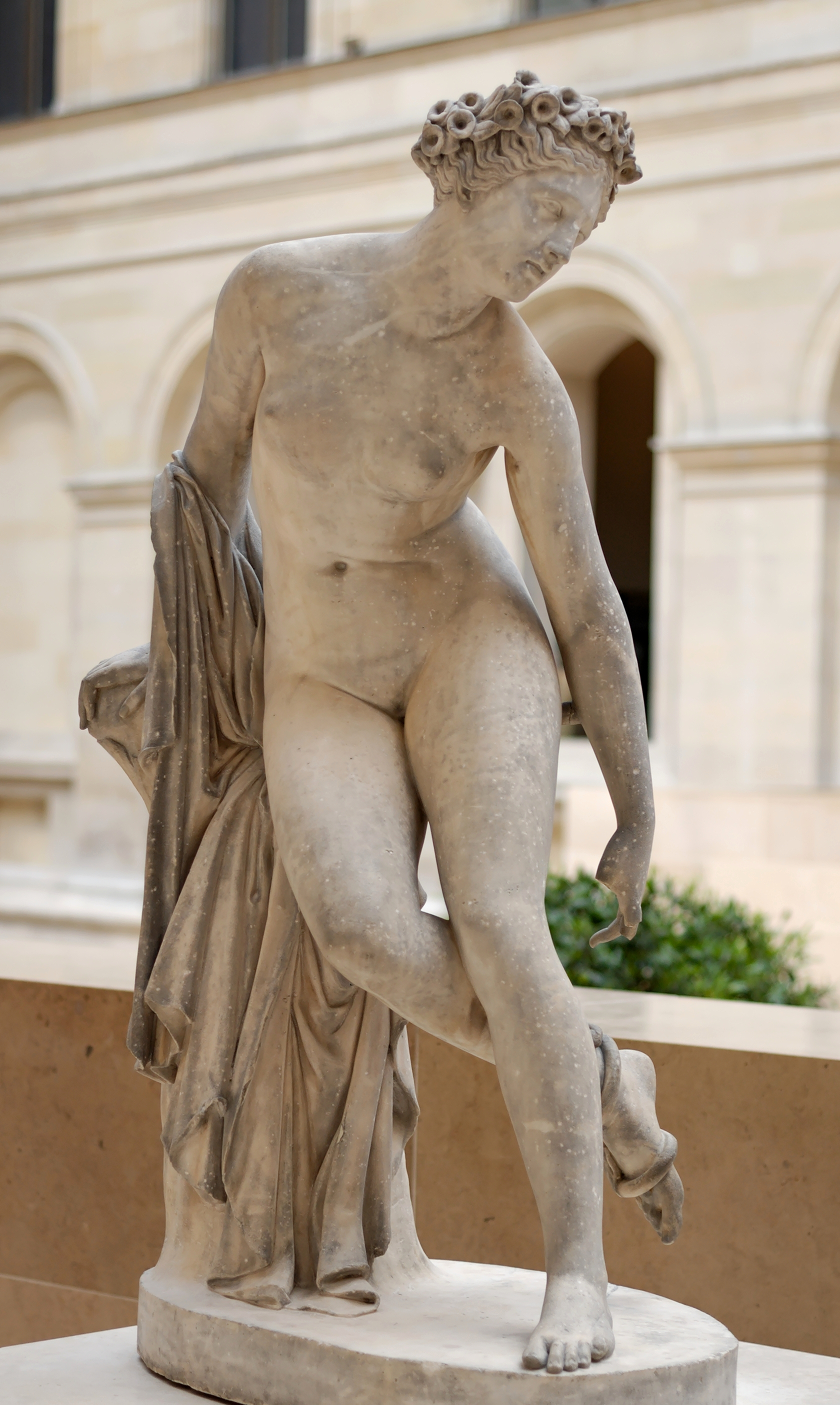
Eurídice moribunda (1822), de Charles-François Lebœuf (Museo del Louvre).

Las auloníades (del griego clásico: αὐλωνιάς, -άδος; de αύλών aulṓn, ‘valle’, ‘desfiladero’ o ‘quebrada’) eran, en la mitología griega, ninfas que podían hallarse en los pastos de las montañas y los valles, a menudo en compañía de Pan, el dios de los pastores y los rebaños. En las fuentes latinas a las ninfas de los valles se las conoce como napeas. Estas ninfas son citadas en una sola fuente:
«Ninfas, que cubiertas de rocío dejáis ligeras huellas en vuestra presurosa carrera, apareciendo y desapareciendo, en los valles (αύλών), recubiertas de flores, danzando por los montes con Pan y emitiendo los rituales gritos, os deslizáis por las rocas, armoniosas, retumbantes, y transitáis por los montes. Campestres doncellas, que frecuentáis las fuentes y los bosques; olorosas vírgenes de albos vestidos, impulsadas por suaves brisas; caprinas, protectoras de los pastos, gratas a las fieras, que lográis espléndidos frutos y disfrutáis con el frío».
En los textos mitográficos suelen ser más utilizados —para denominar a las ninfas de las florestas, selvas, valles, grutas o cañadas— los nombres de las ninfas alseides, limónides y oréades. Todas ellas hacen referencia al medio rural y no están vinculadas a ningún elemento vegetal.